# Самаритяне
Самаритя́не (самаря́не, ивр. שומרונים‎ шомрони́м; כותים кути́м, то есть переселенцы из месопотамского города Куты) — малочисленная этно-религиозная группа, представители которой компактно проживают в квартале Неве-Пинхас израильского города Холон и в деревне Кирьят-Луза (Неве-Кедем) у горы Гризим неподалёку от города Наблус (Шхем) на Западном берегу реки Иордан. Языки: иврит (самаритянская письменность на основе древнееврейского алфавита, близкого к финикийскому), самаритяне Шхема владеют также арабским. Религия — своеобразная версия допророческого иудаизма. Священным Писанием считается только Самаритянское Пятикнижие. Численность — около 850 человек на 2021 год.

## История
Самаритяне считают себя потомками жителей северного Израильского царства, точнее, колена Иосифа, разделившегося на колена Ефрема (Эфраима) и Манассии (Менаше). Название группы и обозначение всей территории — Самария — происходит от названия последней столицы Израильского царства, основанной царём Амврием (Омри) и разрушенной Ассирией. Согласно иудейскому вероучению, самаритяне — потомки гутиев (у Иосифа Флавия — хуфейцы), переселённых Ассирией на территорию бывшего Израильского царства и вскоре воспринявшие иудаизм от своих соседей иудеев.
Согласно Ветхому Завету, этот народ возник на территории северного Израильского царства, в результате смешения евреев и переселенцев из других регионов Ассирии. Когда евреев угнали в ассирийский плен, в их города (вместе со столицей Самарией) были переселены жители из других областей Ассирийской державы. Как сказано в Библии:
И перевёл царь ассирийский людей из Вавилона, и из Куты, и из Аввы, и из Емафа, и из Сепарваима, и поселил их в городах самарийских вместо сынов Израилевых. И они овладели Самариею, и стали жить в городах её. И как в начале жительства своего там они не чтили Господа, то Господь посылал на них львов, которые умерщвляли их. И донесли царю ассирийскому, и сказали: «Народы, которых ты переселил и поселил в городах самарийских, не знают закона Бога той земли, и за то Он посылает на них львов, и вот, они умерщвляют их…». И повелел царь ассирийский, и сказал: «Отправьте туда одного из священников, которых вы выселили оттуда; пусть пойдет и живёт там, и он научит их закону Бога той земли».4Цар. 17:27−41
После возвращения из плена евреи заключали браки с переселенцами, их потомков стали называть самарянами. Поскольку они не отрицали языческих богов, иудеи, вернувшиеся из Вавилонского плена, отказали им в участии в восстановлении Иерусалимского храма. Поэтому самаряне построили себе свой собственный храм на горе Гризим. Это противоречило иудейским представлениям о том, что храм может быть только в Иерусалиме. Сильные культурные различия евреев севера и юга Ханаана имели место ещё до падения обоих царств, но после возвращения евреев из Вавилонского плена, два народа не смогли найти общий язык, в конце концов рассорившись и сопровождая свои отношения взаимной враждой. Евангельский образ «доброго самаритянина» приобретал особые краски на фоне этой многовековой вражды.
В Новом завете самаряне упоминаются несколько раз, в частности, в эпизоде о разговоре Иисуса Христа с самарянской женщиной у колодца Иакова на пути в Иерусалим (Ин. 4:4−42). Воспоминание об этом разговоре и о самой женщине совершается в четвёртое воскресенье после Пасхи.
После завоевания Иудеи Александром Македонским самаритяне, как уже упоминалось, под руководством Санаваллата построили храм на горе Гризим, который однако два века спустя разрушил хасмонейский царь Иоанн Гиркан I. Римская административная реформа провинции Иудея (56 г. до н. э.) предоставила самаритянам автономию. В результате гонений многие самаритяне, которые, в отличие от евреев, были обязаны выказывать лояльность языческой вере, отступили от своей веры. После разрушения Второго храма значительные общины самаритян стали появляться за пределами Самарии (в Бет-Шеане, Кесарии, Эммаусе, Яффе, Явне и др.), а в близких к Самарии районах самаритяне составляли заметную часть населения. В V—VI веках в результате волнений дважды провозглашалась независимость от Византии. Самаритяне смогли ненадолго возвести на престол собственных царей, но оба раза восстания были подавлены. В последующие века численность самаритян сокращалась (главным образом за счёт перехода в ислам), к 1917 году их оставалось 146 человек. В 1954 году все самаритяне Израиля, кроме живших в Шхеме (совр. Наблус), были переселены в Холон. Когда в 1993 году было принято решение вывести израильские войска из Шхема, шхемские самаритяне потребовали, чтобы на район Кирьят-Луза распространился статус израильского поселения, но в этой просьбе израильское правительство им отказало. В то же время на самаритян распространяется «Закон о возвращении», поэтому все самаритяне имеют израильское гражданство и, при желании, могут переселиться в Израиль.
Самаритянка Софи Цдака является известной израильской актрисой (в основном — исполнительницей детских и «сказочных» ролей) и певицей, в прошлом — королева красоты Израиля.
До недавнего времени самаритяне заключали браки только внутри общины. В связи с возникшими из-за этого проблемами руководители общины разрешили жениться на прошедших процедуру обращения еврейках и караимках, а затем — и на христианках.
В Палестинском законодательном совете первого созыва (1996—2006) за самаритянами был закреплён один депутатский мандат в округе Наблус. Депутатом от самаритянского меньшинства был избран Салум Исхак ас-Самири.
- Самаритяне на горе Гризим
- Самаритяне на горе Гризим в праздник Суккот, 2005
- Самаритяне на горе Гризим в праздник Шавуот, 2006
- Самаритянка Софи Цдака

## Праздники
Суббота (шабат), как и в иудаизме, считается в самаритянской религии самым важным днём в году, даже в большей степени, чем Йом Киппур. Самаритяне не используют огонь или какие-либо электроприборы в течение субботы, даже если они включены до субботы, и как только начинается шаббат, самаритяне отключают все приборы в доме. Они не пользуются кондиционером и даже выключают холодильник. В связи с тем, что использование субботней электроплиты также запрещено, субботняя трапеза состоит только из холодных блюд.
Практика молитвы в шаббат состоит из четырёх молитв: вечерняя, утренняя, полуденная и субботняя молитвы. После утренней молитвы у самаритян есть обычай собирать всю семью вместе, чтобы прочитать недельный отрывок из Торы. Самаритяне также надевают в субботу традиционную одежду, которая включает головной убор и полосатую рубашку. По обычаю самаритян женщины вообще не ходят в синагогу в шаббат.
Песах занимает особенно важное место в жизни самаритян, и его кульминацией является пасхальное жертвоприношение, в ходе которого они приносят в жертву около 40 овец. Жертвоприношение совершается в Кирьят-Луза, и его посещают все самаритяне, а также ежегодно оно привлекает сотни туристов и посетителей и охраняется Армией обороны Израиля.
Песах — это только день жертвоприношения. Остальные дни праздника называют праздником мацот. Во время них все самаритяне остаются в Кирьят-Луза и едят только ту пищу, которую производят. Самаритянская маца мягкая (похожа на «мягкую мацу», называемую «йеменской мацой», как это принято в некоторых свидетельствах в иудаизме) и напоминает иракский лаваш. Утром последнего дня праздника мацот (седьмой день Песаха) все самаритяне поднимаются на вершину горы Гризим, расположенную на юго-востоке поселения Кирьят-Лузы, где проводят молитву.
Шавуот
Самаритяне начинают отсчет Омера на следующий день после Шаббата в Субботу Пасхи (праздник мацот — праздник опресноков), и поэтому праздник Шавуот всегда отмечается в воскресенье (50 дней отсчета Омера), что составляет 7 недель плюс один день, как в караимском календаре. В Шавуот совершается паломничество на вершину горы Гризим, как и на Песах и Суккот. В паломничестве участвуют все самаритяне.
Мудрецы самаритян определили, что праздник Шавуот будет отмечаться в течение семи дней, как и праздник мацот — пресных хлебов и праздник Суккот. Самаритяне придерживаются мнения, что статус праздника Шавуот не должен принижаться в смысле паломничества на гору Гризим по сравнению с остальными двумя праздниками. Семь дней Шавуота начинаются за неделю до праздника в понедельник, а сам праздник, в который поднимаются на гору, приходится на седьмой день праздника.
Новый год
В самаритянской религии значение Рош ха-Шана («Голова года») отличается от иудаизма. Поскольку в Торе нет упоминания о том, что этот день является первым днём года, самаритяне не называют его еврейским Рош ха-Шана, а его официальное название — «Рош ха-Ходеш ха-Швии» (в переводе «Начало седьмого месяца»), хотя община часто и называет его Рош ха-Шана. Этот день символизирует первый из десяти страшных дней между седьмым месяцем и Йом Кипуром (Судным днем). В начале праздника, согласно самаритянскому обычаю, трубят в шофар в синагогах — акт, фактически объявляющий начало праздника. В конце ночной молитвы самаритяне уходят в свои дома, чтобы пообедать.
Суккот
Самаритяне празднуют праздник Суккот в течение семи дней, как написано в Торе, и строят сукку. До XVI века самаритяне строили сукку под открытым небом, но из-за актов осквернения сукки их арабскими соседями самаритяне решили изменить этот обычай, начав строить её внутри дома.
Обычно перед праздником Суккот самаритяне выходят в сады и выбирают самые красивые и спелые фрукты для украшения сукки, в центре которой находится большой этрог.
В первый день праздника Суккот на вершине горы Гризим проводится молитва, в которой участвуют все члены общины.

## В Новом Завете
- Притча о добром самарянине (Лк. 10:25—37);
- Женщина самарийская — персонаж Евангелия от Иоанна (4:5—42).

## В исламе
Самаритяне упоминаются в Коране в истории с Мусой (Моисеем) и Золотым Тельцом. Самаритяне — буквально «жители Самарии», одного из племён сынов Израиля. Самаритянин — мужчина из этого племени. Он сбил народ Мусы, сделав тельца, который издавал странные звуки при проникновении внутрь него ветра. Самаритянин соблазнил народ поклоняться этому тельцу, и они его послушались. Вернувшись к своему народу, Муса разоблачил его интриги и изгнал его.
Коранический рассказ о самаритянине присутствует в суре Та Ха 20:85—97.
После чудесного спасения Муса пошёл к горе, оставив свой народ, чтобы говорить с Господом своим. Тогда самаритянин сбил народ Мусы с прямого пути, соблазнив их поклоняться тельцу, сделанному из чистого литого золота и издававшего мычание, когда через него проходил воздух. Муса рассердился на свой народ за то, что они сделали в его отсутствие. Далее говорится о том, что постигло самаритянина — он будет пребывать в заблуждении, и люди будут сторониться и недолюбливать его.
Комментаторы Корана, основываясь на этой коранической истории, высказывают мнение, что с тех пор самаритяне всегда в заблуждении и их недолюбливают люди — и до сих пор. Однако другие комментаторы утверждают, что это наказание касалось только одного конкретного самаритянина — изготовителя золотого тельца.